# Hussein
Hussein (arabisch حسين Husain, DMG Ḥusayn) ist ein verbreiteter Name arabischen Ursprungs. Er bedeutet kleiner Hassan und bezieht sich ursprünglich auf Husain ibn Ali, den jüngeren Bruder von Hasan ibn Ali, den jüngeren Sohn von Ali ibn Abi Talib und Fatima, der Tochter des Propheten Mohammed. Der Name kommt insbesondere im schiitischen Kulturkreis häufig vor. Die Schreibung in arabischer Schrift ist festgelegt, in Lateinschrift kann sie variieren; auch die Aussprache variiert geografisch-dialektal bedingt. Daher finden sich z. B.  auch albanisch Hysen/Hysejn, türkisch Hüseyin, persisch Hossein/Hoseyn, im Maghreb oft Hissein/Hissène sowie weitere Formen.

## Namensträger

### Vorname
- Husain ibn Ali, Enkel des Propheten Mohammed (626–680)
- Sultan Hosein, safawidischer Sultan des Irans (1694–1722)
- Husain I. ibn Ali, Bey von Tunis (1705–1735) und Begründer der Husainiden in Tunesien
- Husain ibn Sina; siehe Avicenna
- Hammuda al-Husain, Herrscher von Tunesien (1782–1814)
- Hussein ibn Ali (Hedschas), Großscherif von Mekka (1908–1924), ab 1917 König des Hedschas
- Hussein I. (Jordanien) (1935–1999), König von Jordanien (1952–1999)
- Barack Hussein Obama II (* 1961), 44. Präsident der Vereinigten Staaten von Amerika
- Hussein Salem (1933–2019), ägyptischer Unternehmer
- Hussein Chalayan (* 1970), britischer Modeschöpfer, Konzept-Künstler
- Hussein Zaky (* 1979), ägyptischer Handballspieler

### Familienname

#### Form Hosein
- Akeal Hosein (* 1993), Cricketspieler aus Trinidad und Tobago
- Imran N. Hosein (* 1942), Islamwissenschaftler aus Trinidad und Tobago

#### Form Hussein
- Abchir Hussein, dschibutischer Fußballspieler
- Abdel Moneim Wahib Hussein, ägyptischer Basketballspieler
- Abdel Rahim Mohammed Hussein, sudanesischer Politiker
- Abdirizak Haji Hussein (1924–2014), Premierminister von Somalia (1964–1967)
- Abdulhadi Ba-Hussein (* 1979), jemenitischer Fußballschiedsrichter
- Abdulrazak Hussein (* 1984), kenianischer Fußballspieler
- Ahmed Hussein (Politiker) (1910/1911–??), ägyptischer Politiker (Jungägyptische Partei)
- Ahmed Hussein (Diplomat), ägyptischer Diplomat
- Ahmed Hussein (Leichtathlet) (* 1973), äthiopischer Marathonläufer
- Ahmed Hussein (Basketballspieler), ägyptischer Basketballspieler
- Ahmed Hussein (Schwimmer) (Ahmed Moustafa Hussein; * 1983), ägyptischer Schwimmer
- Ahmed Hussein (Squashspieler) (* 1993), ägyptischer Squashspieler
- Ahmed Hussein Adan (* 1977), irakischer Fußballspieler
- Ali bin al-Hussein (* 1975), vierter Sohn des Königs von Jordanien Hussein I.
- Ali Hussein Shibab (* 1961), irakischer Fußballspieler
- Aly Hussein (* 2000), ägyptischer Squashspieler
- Angelo Hussein (* 1947), sudanesischer Sprinter
- Asaan Hamid Hussein (* 1981), jemenitischer Fußballspieler
- Atif Hussein (* 1967), deutscher Regisseur und Schauspieler
- Ayman Hussein (* 1996), irakischer Fußballspieler
- Bilal Hussein (Pressefotograf), irakischer Pressefotograf
- Bilal Hussein (Fußballspieler) (* 2000), schwedischer Fußballspieler
- Bishar Abdirahman Hussein, kenianischer Diplomat und UN-Beamter
- Ebrahim Hussein (* 1943), tansanischer Schriftsteller
- Ebrahim Ahmed Hussein, jemenitischer Fußballspieler
- Fuad Hussein (* 1946), irakischer Politiker
- Hishammuddin Hussein (* 1961), malaysischer Politiker
- Ibrahim Hussein (* 1958), kenianischer Marathonläufer
- Ibrahim Hussein (Fußballspieler) (* 1984), äthiopischer Fußballspieler
- Ibrahim Al Hussein (* 1988), syrischer Schwimmer
- Kadhim Hussein Abdullah, irakischer Fußballspieler
- Kariem Hussein (* 1989), schweizerisch-ägyptischer Hürdenläufer
- Khaled Saleh Hussein, katarischer Fußballspieler
- Laith Hussein Shibab (* 1968), irakischer Fußballspieler
- Leyla Hussein (* 1980), britische Psychologin
- Mahmoud Hussein (Politiker) (* 1947), ägyptischer Politiker und Generalsekretär der Muslimbrüder
- Mahmoud Hussein (Journalist) (* 1966), ägyptischer Journalist
- Marian Hussein (* 1986), norwegische Politikerin
- Marwa Hussein (* 1978), ägyptische Hammerwerferin
- Mbarak Kipkorir Hussein (* 1965), US-amerikanischer Langstreckenläufer
- Meigag Mohamed Hussein (* 1981), somalischer Fußballspieler
- Meral Hussein-Ece, Baroness Hussein-Ece (* 1953), britische Politikerin (Liberal Democrats)
- Mohab Mohammed Hussein Mamish (* 1948), ägyptischer Militär
- Mohamed Hussein (Fußballspieler) (* 1995), tansanischer Fußballspieler
- Mohamed Hussein Ali (* 1956), kenianischer Beamter
- Mohamed Otwan Al-Hussein (* 1960), saudi-arabischer Fußballspieler
- Mohammed Hussein (* 1977), kenianischer Fußballspieler
- Muhammad Ahmad Hussein, Islamwissenschaftler, Großmufti von Jerusalem, Imam der al-Aqsa-Moschee
- Mukhtar Mohammed Hussein (1912–2012), somalischer Politiker und Staatspräsident
- Murad Naji Hussein (* 1991), katarischer Fußballspieler
- Mustaf Khalid Hussein (* 1998), somalischer Fußballtorhüter
- Nasser Hussein, jemenitischer Fußballspieler
- Nehad Al Hussein († 2016), syrischer Fußballspieler
- Noura Hussein, zum Tode verurteilte Sudanesin
- Nur Hassan Hussein (1937–2020), somalischer Politiker, Premierminister Somalias
- Nurullah Hussein (* 1993), singapurischer Fußballspieler
- Omar Hussein (* 1994), somalischer Fußballspieler
- Omar Abdel Hamid El-Hussein (1992–2015), dänischer Terrorist
- Osman Hussein (* 1951), sudanesischer Politiker und Premierminister des Sudan
- Oswald Hussein (* 1954), indigener Künstler aus Guyana
- Qusai Hussein (1966–2003), Sohn von Saddam Hussein
- Qusai Munir Al-Hussein (* 1981), irakischer Fußballspieler
- Raghad Hussein (* 1968), älteste Tochter des irakischen Diktators Saddam Hussein
- Ramadan Badry Hussein (1971–2022), ägyptischer Ägyptologe
- Riem Hussein (* 1980), deutsche Fußballspielerin und Fußballschiedsrichterin
- Sadam Qasem Hussein, jemenitischer Fußballspieler
- Saddam Hussein (1937–2006), Staats- und Regierungschef des Irak (1979–2003)
- Safia Abukar Hussein, somalische Sprinterin
- Said Salah Hussein, somalischer Fußballspieler
- Sherine Hussein (* 2000), ägyptische Speerwerferin
- Sirwan Abdullah Hussein (* 1940), kurdischer Politiker im Irak
- Udai Hussein (1964–2003), Sohn von Saddam Hussein
- Waris Hussein (* 1938), britisch-indischer Filmregisseur
- Yousry Saber Hussein El-Gamal (* 1947), ägyptischer Politiker
- Zeid bin Hussein (1898–1970), irakischer Diplomat
- Ziriab Hussein (* 1987), sudanesischer Fußballspieler

#### Form Husein
- Timur Husein (* 1980), deutscher Politiker (CDU)

#### Form Hussain
- Abid Hussain (1926–2012), indischer Ökonom
- Abrar Hussain (1961–2011), pakistanischer Boxer
- Adil Hussain (* 1963), indischer Schauspieler
- Ahmed Hussain (1932–2021), indischer Fußballspieler
- Akhtar Hussain (1926–1987), indisch-pakistanischer Hockeyspieler
- Al-Hussain ibn Sa'id ibn Hamdan, Mitglied der Hamdaniden-Dynastie
- Ali Hassain Hussain (* 1935), irakischer Gewichtheber
- Altaf Hussain (* 1953), pakistanischer Politiker
- Aminath Rouya Hussain (* 1990), maledivische Schwimmerin
- Amir Hussain (* 1961), irakischer Boxer
- Atef Hussain (* 1960), Judoka aus Guam
- Bashar Hussain (* 1981), katarischer Poolbillardspieler
- Chaudhry Shujaat Hussain (* 1946), pakistanischer Politiker
- Dilwar Hussain (* 1979), pakistanischer Hockeyspieler
- Etzaz Hussain (* 1993), norwegischer Fußballspieler
- Fazal Hussain (* 1929), pakistanischer Leichtathlet
- Fazle Hussain (* 1943), US-amerikanischer Ingenieur
- Haidar Abdul Amir Hussain (* 1982), irakischer Fußballspieler
- Hasib Hussain (1986–2005), terroristischer Attentäter
- Imran Hussain (* 1986), pakistanischer Fußballspieler
- Intizar Hussain (1923–2016), pakistanischer Schriftsteller
- Iqbal Hussain (* 1993), singapurischer Fußballspieler
- Kaironissam Sahabuddin Hussain (* 1979), malaysischer Fußballspieler
- Kamal Hussain (* 1932), ägyptischer Ringer
- Leo Hussain (* 1978), britischer Dirigent
- Malik Riaz Hussain (* 1954), pakistanischer Unternehmer
- Mamnoon Hussain (1940–2021), pakistanischer Textilunternehmer und Politiker, Staatspräsident (2013–2018)
- Manzoor Hussain (Hockeyspieler) (1958–2022), pakistanischer Hockeyspieler
- Manzoor Hussain Atif (1928–2008), pakistanischer Hockeyspieler
- Mehtab Hussain (* 1982), indischer Fußballspieler
- Mian Iftikhar Hussain (* 1958), pakistanischer Politiker
- Mohamed Hussain (* 1979), maledivischer Fußballspieler
- Mohamed Abdul Ramada Hussain (* 1928), ägyptischer Gewichtheber
- Mohyeldin Ramada Hussain (* 1969), ägyptischer Ringer
- Moustafa Ramada Hussain (* 1967), ägyptischer Ringer
- Mubashar Hussain (* 1986), pakistanischer Fußballspieler
- Mussadiq Hussain (* 1968), pakistanischer Hockeyspieler
- Nadiya Hussain (* 1984), britische Bäckerin, Kolumnistin, Autorin und Fernsehmoderatorin
- Nasser Hussain (* 1968), englischer Cricketspieler
- Nasir Hussain (Regisseur) (1931–2002), indischer Regisseur und Drehbuchautor
- Nasir Hussain (Schauspieler), indischer Schauspieler
- Netha Hussain (* 1990), Ärztin und Wikipedianerin
- Nisar Hussain († 2012), pakistanischer Bergsteiger
- Nokar Hussain (* 1987), pakistanischer Leichtathlet
- Qazi Anwar Hussain (1936–2022), bangladeschischer Schriftsteller
- Qazi Massarrat Hussain (1935–2021), pakistanischer Hockeyspieler
- Qurban Hussain, Baron Hussain (* 1956), britischer Unternehmer und Politiker
- Rashid Hussain (* 1946), malaysischer Unternehmer
- Rokeya Sakhawat Hussain (1880–1932), bengalische Schriftstellerin und Sozialarbeiterin
- Saddam Hussain (* 1993), pakistanischer Fußballspieler
- Sajjad Hussain (* 1976), pakistanischer Fußballspieler
- Sayed Muhammad Hussain (1911–1977), indischer Hockeyspieler
- Shabbir Hussain, pakistanischer Fußballspieler
- Syed Hussain (Politiker) (* 1919), indischer Politiker
- Syed Hussain Shah (* 1964), pakistanischer Boxer
- Syed Abrar Hussain  (1961–2011), pakistanischer Boxer, siehe Abrar Hussain
- Syed Arif Hussain (* 1989), pakistanischer Fußballspieler
- Syed Sameer Hussain (* 1982), pakistanischer Hockeyspieler
- Tahir Hussain (1938–2010), indischer Filmproduzent
- Talib Hussain (* 1975), pakistanischer Fußballspieler
- Walid Mohamed Hussain (* 1961), ägyptischer Judoka
- Warina Hussain (* 1999), afghanische Schauspielerin
- Zakir Hussain (Politiker) (1897–1969), indischer Politiker, Staatspräsident 1967 bis 1969
- Zakir Hussain (Hockeyspieler) (1934–2019), pakistanischer Hockeyspieler
- Zakir Hussain (Musiker) (1951–2024), indischer Tablaspieler
- Zakir Hussain (Schauspieler), indischer Schauspieler
- Zakir Hussain (Eishockeyspieler) (* 1982), indischer Eishockeyspieler
- Zakri Hussain (Fußballspieler) (* 1976), pakistanischer Fußballspieler
- Zara Shahid Hussain († 2013), pakistanische Politikerin

#### Form Husain
- Maqbul Fida Husain (1915–2011), indischer Künstler
- Mishal Husain (* 1973), britische Nachrichtensprecherin
- Nadir Husain (* 1926), indischer Filmregisseur und -produzent
- Sara Kelly-Husain (* 1980), irische Schauspielerin, Moderatorin, Parodistin und Sprecherin
- Tāhā Husain (1889–1973), arabischer Schriftsteller

#### Form Husayn
- Mullah Husayn (1813–1849), erster Buchstabe des Lebendigen

#### Form Hysen
- Hysen Pulaku (* 1992), albanischer Gewichtheber
- Hysen Zmijani (* 1963), albanischer Fußballspieler

## Varianten
Hussein ist die traditionelle deutsche und englische Schreibweise, die aber die arabische Aussprache nur unvollkommen wiedergibt. Im Russischen Reich wurde der bei Muslimen verbreitete Nachname Hussein als Gussein (auch: Gusejn, Gusseinow, Gusejnow, Gusseynov, Huseynov, Hüseynov u. a.) slawisiert. Weitere häufige Schreibweisen mit lateinischen Buchstaben sind:
- Hussein
- Hussain
- Hussaini
- Husseini
- Houssein
- Hossein
- Hossain
- Husain
- Husayn
- Huseyn
- Hussayn
- Hüseyn
- Hüseyin
- Hocine
- Hysen

## Aussprache
Im Deutschen wird in der Regel die erste Silbe betont, im Arabischen die letzte.
Der Konsonant am Anfang des Namens ist der den europäischen Sprachen unbekannte Kehllaut /ḥ/, ein stark aspiriertes h, das in der lateinschriftlichen Transkription ebenso wie in der fremdsprachlichen Aussprache des Namens fast durchweg zu einfachem h wird, in den romanischen Sprachen hingegen ganz verstummt. Im Arabischen sind /h/ und /ḥ/ zwei unterschiedliche Laute, denen im Alphabet je ein Buchstabe zugeordnet ist; siehe auch Arabische Phonologie.
Die im Deutschen übliche Aussprache des Namens, bei der eine Silbentrennung zwischen den Vokalen /e/ und /i/ vorgenommen wird (etwa wie in dem Wort Protein), widerspricht der arabischen Aussprache. Hier ist im Hocharabischen /aj/ (wie in dem deutschen Wort „Ei“) üblich, und im gesprochenen Arabischen dominiert /ejn/ (wie im englischen „rain“). Seltener ist im Arabischen die Aussprache /e/ (wie in dem deutschen Vornamen „Marleen“).
Bei der Übernahme des Namens in weitere Sprachen des islamischen Kulturkreises passte sich die Aussprache an diese an. So wird kurzes hocharabisches /u/ im Persischen üblicherweise zu kurzem /o/, im Türkischen zu ü.